# Gáň
Pour les articles homonymes, voir Gan.
Gáň (hongrois : Gány) est un village de Slovaquie situé dans la région de Trnava.

## Histoire
Première mention écrite du village en 1113.

## Démographie

### Évolution de la population
| Année:               | 1994. | 2004.    | 2014.    | 2024.    |
| -------------------- | ----- | -------- | -------- | -------- |
| Nombre de personnes: | 620   | 695      | 780      | 885      |
| Différence:          |       | +12,09 % | +12,23 % | +13,46 % |

| Année:               | 2023. | 2024.   |
| -------------------- | ----- | ------- |
| Nombre de personnes: | 882   | 885     |
| Différence:          |       | +0,34 % |